# Pelang Kenidai
Pelang Kenidai is een bestuurslaag in het regentschap Pagar Alam van de provincie Zuid-Sumatra, Indonesië. Pelang Kenidai telt 2430 inwoners (volkstelling 2010).